# Werner Böhm

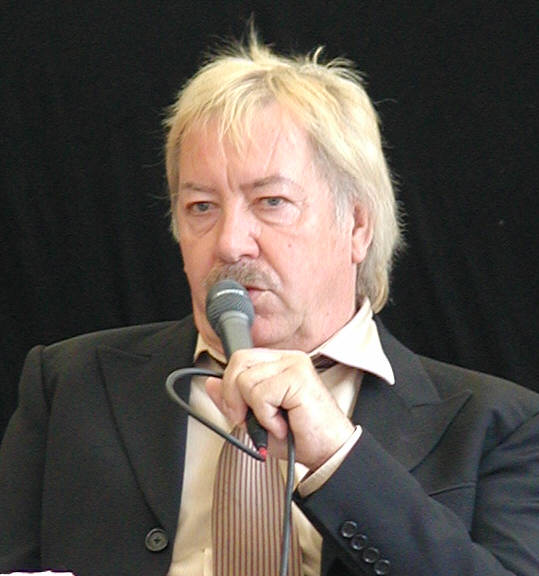
Werner Böhm, 2004

Werner Böhm (* 5. Juni 1941 in Thorn, Deutsches Reich (heute Toruń, Polen); † 2. Juni 2020 auf Gran Canaria, Spanien) war ein deutscher Sänger und Musiker. Seine größten Erfolge verzeichnete er mit seiner Kunstfigur Gottlieb Wendehals in den 1980er Jahren; mit Polonäse Blankenese hatte er 1981 einen Nummer-eins-Hit.

## Werdegang
1957 bis 1961 war Böhm Pianist bei den „Cabinet Jazzmen“ in Hamburg, die damals eine der populärsten Jazzbands in Norddeutschland waren. So hatte er bereits mit 16 Jahren Auftritte in Deutschland. Nach eigenen Angaben war Böhm mit 16 Jahren Deutschlands bester Boogie-Woogie-Pianist.
Am 11. Oktober 1962 nahm Böhm gemeinsam mit Hans-Jürgen Bock, dem damaligen Pianisten der Old Merry Tale Jazzband, das Stück Crosshands Boogie auf, welches auf dem Album Old Merry Tale Jazzband erschien. 1964 spielte er Vibraphon beim „Modern Swing Quartett“ (Klavier: Hans-Jürgen Bock, Schlagzeug: Karl-Heinz Zinselmeyer).
Von 1970 bis 1971 war er Jazz-Pianist in Hamburg unter anderem im „Jazz House“ („Knuds“), „Riverkasematten“, „Logo“, „Dennis’ Swing Club“, „Cotton-Club“, „Remter“ und im legendären „Onkel Pö“ (Trio mit Werner Böhm wöchentlich ab Januar 1971) der Hamburger Szene. In dieser Zeit hat Böhm nach eigenen Angaben Louis Armstrong, Ella Fitzgerald, Erroll Garner und viele andere Musikgrößen musikalisch begleitet.
Ende 1974 startete Böhm eine Karriere als selbstständiger Musiker, Texter und Komponist und gründete das „Werner Böhm Quintett“. Nach eigenen Angaben waren die Mitglieder des Quintetts Lonzo Westphal (Geige), Udo Lindenberg (Schlagzeug), Hans-Otto Mertens (Bass, Manager von Otto Waalkes), Knut Kiesewetter (Gesang), Werner Böhm (Piano und Vibrafon).
Im März 1975 wurde Böhm als neuer Pianist der Rentnerband vorgestellt. Ab Mai 1975 ging Böhm mit der Rentnerband auf Tournee, auf dem im Juli aufgenommenen zweiten Album Revue der Rentnerband war Böhm ebenfalls beteiligt. Böhm war bis 1978 Mitglied der Rentnerband. Ebenfalls 1975 wurde er Vibraphonist bei der Old Merry Tale Jazzband und plante gemeinsam mit dem Hamburger Jazzpianisten Bruno Lefeldt ein Quintett zu gründen.
1975/76 plante Böhm Deutschlands Top-Entertainer, ähnlich wie Fred Astaire oder Sammy Davis Jr., zu werden, nach zwei veröffentlichten Singles 1976 erschien im Februar 1977 sein erstes Solo-Album Bitte recht freundlich..., welches sich aber nicht in deutschen Charts platzieren konnte.
1979 erschuf er die Bühnenfigur Gottlieb Wendehals, einen schlaksigen, etwas „tumben“ Spaßmacher mit norddeutschem Regiolekt, pomadisiertem Mittelscheitel, schwarzweiß kariertem Jackett, zerfledderter Aktentasche und einem Gummihuhn unterm Arm.
Am 14. Januar 1980 hatte er mit dem Lied Herbert als Gottlieb Wendehals einen Auftritt in der ZDF-Hitparade, woraufhin bis Ende des Monats 100.000 Singles verkauft wurden. Insgesamt wurde das Lied mehr als 550.000 Mal verkauft.
In dieser Manier spielte er verschiedene Spaßtitel ein, von denen es Herbert (1980) und die Polonäse Blankenese (1981) bis in die deutschen Top 10 schafften, letzterer blieb neun Wochen auf dem ersten Platz und erhielt für mehr als eine Million verkaufte Einheiten eine Goldene Schallplatte.
1980 gründete Böhm mit Michael Chambosse den Verlag Master Records.
1982 nahm er an der deutschen Vorentscheidung zum Eurovision Song Contest teil. Mit Der Ohrwurm (Text: Bernhard Pohlmann, Musik: Harald Wolff Berg, beide damals Mitglieder der Gebrüder Blattschuss) erreichte er den elften und damit vorletzten Platz. Mit dem Lied Lady (sechster Platz), das seine damalige Ehefrau Mary Roos zusammen mit David Hanselmann vortrug, war er als Komponist und Texter (in Zusammenarbeit mit Michael Chambosse) ebenfalls beteiligt.
An der Fernsehserie Immer Ärger mit Pop (26 Folgen) war Böhm 1982 bis 1983 beteiligt. Die Figur Prof. h.c. Paul Popwitz hat Böhm für die Serie erfunden.
In der 1983 veröffentlichten Erotik-Klamotte Sunshine Reggae auf Ibiza wirkte Böhm neben Karl Dall und Helga Feddersen mit.
1984 versuchte sich Böhm an einem musikalischen Richtungswechsel. Das Album 84 Ahead orientierte sich stilistisch an Italo Disco, Disco und Rap. Böhm sang auf dem Album auf Englisch. Die Titel Get On Up und I’m a Winner wurden als Single ausgekoppelt. Mit Get On Up trat er am 3. Mai 1984 im Musikladen auf. Kommerziellen Erfolg hatten das Album und die Singles nicht. In der Folge wurde 84 Ahead aufgegeben und Böhm trat wieder verstärkt als Gottlieb Wendehals auf.
1985 trat Böhm mit 14 Musikern (darunter der Gitarrist Franz Plasa) als Gottlieb-Wendehals-Band auf.
Gemeinsam mit Frank Dostal produzierte Böhm 1985 für Die Montagsmaler das Kinderliederalbum In Klexdorf an der Tusche ist immer was im Busche (Max & die Klexe). 1986 waren Max & die Klexe auch in der ARD-Fernsehlotterie „Ein Platz an der Sonne“ zu sehen.
Ab April 1986 gab es am Samstag Vormittag eine wöchentliche Radiosendung mit Böhm bei NDR 1 Welle Nord.
1987 erschien die von Chris Roberts produzierte Charity-Single Insel der Liebe von Wir für Euch, an der Böhm neben vielen anderen Künstlern beteiligt war.
1990 veröffentlichte Böhm einige Titel im Stile des volkstümlichen Schlagers. Er konnte aber nicht an seine Erfolge als Gottlieb Wendehals anknüpfen, woraufhin weitere Veröffentlichungen als Gottlieb Wendehals folgten.
1999 produzierte Böhm die drei Alben Polonäse Blankenese (mit dem neuen Hit: Upside Down), Herbert (mit dem neuen Hit: Polonäse dumm gelaufen - 2000) und Gut, daß wir verglichen haben, die als 3-CD-Box 20 Jahre Gottlieb Wendehals bei TIM The International Music Company AG veröffentlicht wurden.
Von September 2001 bis Frühjahr 2003 moderierte er wöchentlich die Werner Böhm Show auf Fun Fun 95 bzw. Oldie 95.
Unter seinem bürgerlichen Namen nahm er 2004 an der ersten Staffel der Fernsehshow Ich bin ein Star – Holt mich hier raus! teil. Im September 2005 zog er für eine Woche in das Haus der Fernsehsendung Big Brother ein. Dort hatte der alkoholkranke Böhm einen Rückfall.
2006 plante Böhm gemeinsam mit seiner Frau Susanne das Pop-Projekt Side by side. Ein Album wurde aufgenommen, die Single Just can’t live without you sollte am 30. Juni 2006 erscheinen.
2008 wurde mit Haidie eine neue Version Polonäse Blankenese produziert, die auf diversen Samplern von HitMix (Erich Öxler) veröffentlicht wurden. Dafür wurde auch ein Video mit Haidie und Gottlieb Wendehals produziert.
Am 16. November 2009 veröffentlichte die Carinco Neue Medien AG mehrere Alben (Wir tanzen Polka, Noch 'ne Polonäse, ...singt die Hits der Rentnerband, Gottlieb Wendehals & sein Crazy Piano, Schon wieder Polonäse, Darf ich bitten, Polonäse) ohne Credits und Produktionsdaten auf Downloadportalen.
2011 produzierte Oliver deVille (Villa Productions) eine neue Version von der Der Ohrwurm sowie Ein Eisbär in Sibirien mit Gottlieb Wendehals.
Sein letztes Album Keine halben Sachen, welches Böhm zusammen mit Michael Chambosse und Lalo Titenkov produzierte, erschien am 28. März 2013 als Download bei Titenkovs Label LTS Records / Chef Records.
Im Dezember 2014 war er Kandidat der Castingshow Das Supertalent. Dort sang er das Lied Und wenn was schief geht aus seinem Album Keine halben Sachen. Im Sommer 2015 nahm er an der Sendung Ich bin ein Star – Lasst mich wieder rein! teil und kämpfte zusammen mit 26 anderen Kandidaten um einen Platz im Dschungelcamp 2016.
Im Februar 2017 sagte Böhm, dass er vor Kurzem mit Gunter Gabriel einen ironischen Schlager „Arbeitsloser Star“ geschrieben hat.
Am 10. Oktober 2019 erschien Böhms letztes veröffentlichtes Lied Willst Du ‘Nen Arbeitslosen Star, ein Cover von Gunter Gabriels auf dem Album Straßenhund (1994) erschienenen Lied Liebst Du 'nen arbeitslosen Star, bei Hollywood Hills Records.
Am 15. Juni 2020 veröffentlichte Autarc Media GmbH / Happy Tunes postum mehrere Alben (Spass und gute Laune, The Piano Man, Goes Jazz, Mr. Polonäse Blankenese, Let's Party ohne Ende, Gottlieb Wendehals lädt ein zum lustig sein, 05.06.1941 - 02.06.2020) auf Downloadportalen; dabei ist nicht angegeben, wann und mit wem diese Aufnahmen entstanden.

## Privatleben
Böhms eigenen Angaben zufolge war seine Mutter Helga Böhm Sopranistin, sein Vater Werner Böhm Volkswirt und Pianist und seine Schwester Irene Böhm Schauspielerin. Nach seiner Schulzeit 1948 bis 1958 in Hamburg machte er eine Lehre als Dekorateur und arbeitete in diesem Beruf von 1961 bis 1965 in Deutschland, anschließend bis 1967 als Chefdekorateur im Kaufhaus „Au Grand Passage S.A. Geneve“ in Genf. Ab 1967 arbeitete Böhm wieder in Hamburg bei Karstadt als Dekorateur, auch war er Texter der Werbeabteilung von Tchibo. 1969 bis 1970 war Böhm Werbeassistent bei der Berendsohn AG. Von 1971 bis 1973 war Böhm bei der Plattenfirma Teldec (East West Records) Produktmanager für den Bereich Marketing Pop, anschließend bis 1974 Texter und Konzeptioner bei der Werbeagentur Creaction.
Werner Böhm war dreimal verheiratet: Die erste Ehe mit der Schweizerin Christiane Matthey des Bornels wurde 1965 geschlossen und 1970 geschieden. Die Schlagersängerin Mary Roos war von 1981 bis 1989 seine zweite Ehefrau. Seine dritte Ehefrau Susanne, mit der er seit 1995 verheiratet war, trennte sich 2019 von ihm. Aus den Ehen ging jeweils ein Sohn hervor. Die Söhne wurden in den Jahren 1966, 1986 und 2007 geboren. Während der Ehe mit Mary Roos wurde Böhm 1984 Vater eines unehelichen Kindes.
Obwohl er als Musiker ein millionenschweres Einkommen hatte, musste Böhm Mitte der 1990er Jahre Privatinsolvenz mit 600.000 Euro Schulden anmelden. Grund sei sein „Unvermögen, mit Geld umzugehen“. Er lebte seitdem auf „Sparflamme“. 2008 erfolgte eine erneute Privatinsolvenz.
Am 3. Oktober 2006 eröffnete Böhm gemeinsam mit seiner Frau im Hamburger Stadtteil Sasel das Restaurant „Wendehals“, das jedoch nach wenigen Monaten wieder geschlossen wurde.
Bei der Hamburger Bürgerschaftswahl 2008 kandidierte er auf dem zweiten Listenplatz der Zentrumspartei.
Anfang 2020 zog Böhm von Hamburg nach Gran Canaria, wo er im Juni des Jahres, wenige Tage vor seinem 79. Geburtstag, starb. Werner Böhm wurde auf See bestattet. Der Spiegel schrieb im Nachruf: „Das Leben des Sängers Werner Böhm indes, der hinter der Maskerade steckte, war auch geprägt von Niederlagen. Böhm trank oft mehr, als gut für ihn war, und gab mehr Geld aus, als er hatte. Über beides redete er offen. Versuche, Wendehals hinter sich zu lassen, scheiterten.“

## Diskografie

### Alben
- 1977 Werner Böhm: Bitte recht freundlich..., Decca[76]
- 1980 Gottlieb Wendehals: Abfahr’n, Master Records[77]
- 1982 Gottlieb Wendehals: Hier fliegen gleich die Löcher aus dem Käse, Master Records[78]
- 1982 Gottlieb Wendehals: Da kommt Freude auf, Master Records[79]
- 1983 Gottlieb Wendehals: ErVolksLieder, Master Records[80]
- 1984 Werner Böhm: 84 Ahead, Master Records[81]
- 1984 Werner Böhm: Das wird 'ne Party!, RCA[82]
- 1985 Max & die Klexe: In Klexdorf an der Tusche ist immer was im Busche (mit Frank Dostal), RCA[23][24]
- 1986 Werner Böhm: Die schönsten Weihnachtslieder, RCA[83]
- 1988 Gottlieb Wendehals: Power auf Dauer, Teldec[84]
- 1990 Werner Böhm: Wenn die Kirschblüten blüh’n, BMG Ariola[85]
- 1990 Gottlieb Wendehals: Einmal im Jahr muss man feiern, BMG Ariola[86]
- 1990 Gottlieb Wendehals: Freibier für Deutschland, BMG Ariola[87]
- 1993 Gottlieb Wendehals: Voll drauf!, Eurostar[88]
- 1995 Gottlieb Wendehals: singt die Hits der Rentnerband, trend[89]
- 1997 Gottlieb Wendehals: Pure Lust am Leben, Spectrum[90]
- 1998 Gottlieb Wendehals: Mega-Mix, Spectrum[91]
- 1998 Gottlieb Wendehals: Schmarozzza, Zett Records[92]
- 2009 Gottlieb Wendehals: Mallorca Olé (Download), Carinco Neue Medien[93]
- 2009 Gottlieb Wendehals: Gottlieb Wendehals & sein Crazy Piano (Download), Carinco Neue Medien[94][95]
- 2013 Gottlieb Wendehals: Keine halben Sachen (Download), Chef Records[96][97][48]

#### Postum
- 2020 Gottlieb Wendehals: Spass und gute Laune (Download), Autarc Media, Happy Tunes[57]
- 2020 Werner Böhm als Gottlieb Wendehals: The Piano Man (Download), Autarc Media, Happy Tunes[58]
- 2020 Werner Böhm als Gottlieb Wendehals: Goes Jazz (Download), Autarc Media, Happy Tunes[59]
- 2020 Gottlieb Wendehals: Mr. Polonäse Blankenese (Download), Autarc Media, Happy Tunes[60]
- 2020 Gottlieb Wendehals: Let's Party ohne Ende (Download), Autarc Media, Happy Tunes[61]
- 2020 Gottlieb Wendehals: Gottlieb Wendehals lädt ein zum lustig sein (Download), Autarc Media, Happy Tunes[62]
- 2020 Werner Böhm aka Gottlieb Wendehals: 05.06.1941 - 02.06.2020 (Download), Autarc Media, Happy Tunes[63]

### Kompilationen
- 1982 Gottlieb Wendehals: Gottlieb Wendehals, Master Records, Die Weisse Serie[98]
- 1988 Gottlieb Wendehals: Polonäse Blankenese (16 Titel-CD, 12 Titel-MC)[99], Europa (1988), Ariola Express (Gold-Serie, 1990), BMG Ariola (Ariola Extra, 1994)
- ???? Gottlieb Wendehals: Polonäse Blankenese (14 Titel-CD), Karussell[100]
- ???? Gottlieb Wendehals: Ausgewählte Goldstücke, Karussell
- 1996 Gottlieb Wendehals: Keine Feier ohne Meier, Karussell[101]
- 2000 Gottlieb Wendehals: Meine Besten – Die Originale, Palm Records[102]
- 2000 Gottlieb Wendehals: 20 Jahre Gottlieb Wendehals (3CD: Polonäse Blankenese; Herbert; Gut, daß wir verglichen haben), TIM The International Music Company[30]
- 2001 Gottlieb Wendehals: Hitbox (3CD), DA Music[103]
- 2001 Gottlieb Wendehals: Schlagerparty mit Gottlieb Wendehals, DA Music[104]
- 2003 Gottlieb Wendehals: Heini unser Hahn, Membran International[105]
- 2004 Gottlieb Wendehals: Polonäse Blankenese (14 Titel-CD), DA Music[106]
- 2009 Gottlieb Wendehals: Noch 'ne Polonäse (Download), Carinco Neue Medien[107]

### Singles
- 1976 Werner Böhm: Mein Leben hinter Gittern ist vorbei / Denn der Numerus Clausus ist 2,2, Decca[17]
- 1976 Werner Böhm: Wir düsen für 'ne Woche nach Ibiza / Hasso, Decca[18]
- 1977 Rale & Werner: Du bleibst mein Freund / Boo-Hoo, Decca[108]
- 1979 Gottlieb Wendehals: Herbert / Rudi, ich hab' dich lieb, CNR[109]
- 1980 Gottlieb Wendehals: Morgens Fango – abends Tango / Remmi - Demmi - Lutz, CNR[110]
- 1980 Gottlieb Wendehals: Abfahr'n / Von Herz zu Herz, Master Records[111]
- 1981 Gottlieb Wendehals: Mensch ärger dich nich (Shaddap You Face) / So bin ich – so bleib ich, Master Records[112]
- 1981 Gottlieb Wendehals: Polonäse Blankenese / Du hast Geburtstag, Master Records[113]
- 1982 Gottlieb Wendehals: Polonäse mit Getöse / Du hast Geburtstag, Master Records[114]
- 1982 Gottlieb Wendehals: Der Ohrwurm / Mach Dir nix draus, Master Records[115]
- 1982 Gottlieb Wendehals: Jap dadel dip, dadel dup dadel / Heut' abend schießen wir den Vogel ab, Master Records[116]
- 1982 Gottlieb Wendehals: Damenwahl / Schnarch' doch nicht so laut, Master Records[117]
- 1983 Gottlieb Wendehals: Schick Schick Bum Bum 1A / Wer tanzt hier aus der Reihe?, Master Records[118]
- 1983 Gottlieb Wendehals: Mutig sind wir zum TÜV gefahren / Das gibt's nur alle Jubeljahr, Master Records[119]
- 1983 Gottlieb Wendehals: Hände hoch (und dann Winke Winke) / Ich hab 'n Hund, Master Records[120]
- 1984 84 Ahead Werner Böhm: Get On Up / Flashlight, Master Records[121]
- 1984 Werner Böhm Straight Ahead: I’m a Winner / Nightfly, Master Records[122]
- 1984 Gottlieb Wendehals: Wer mich heut' kriegt, der hat viel Spaß (Ich geh' heut für'n Zehner weg) / Ach wie schön ist so'n Bier, Teldec[123]
- 1985 Max & die Klexe: Schubidubidu / Weil wir Freunde sind (mit Frank Dostal), RCA[124]
- 1985 Max & die Klexe: In Klexdorf an der Tusche / Der Klexe-Hit (mit Frank Dostal), RCA[125]
- 1986 Gottlieb Wendehals: Gran Canaria / Gran Canaria (Instrumental), Teldec[126]
- 1987 Gottlieb Wendehals: Alles hat ein Ende, nur die Wurst hat zwei / Gottlieb's Polka, Teldec[127]
- 1987 Gottlieb Wendehals: Dings-Bums / Babies, Teldec[128]
- 1988 Gottlieb Wendehals: Schütt' die Sorgen in ein Gläschen Wein / Hoch lebe das Hochzeitspaar, Teldec[129]
- 1989 Gottlieb Wendehals: Im Neandertal ist Damenwahl / Wir woll'n was Nasses, Teldec[130]
- 1990 Gottlieb Wendehals: Tanz den Mafia / Balla Balla, BMG Ariola[131]
- 1990 Werner Böhm: Wenn die Kirschblüten blüh'n im Alten Land / Berlin, BMG Ariola[132]
- 1990 Werner Böhm: Wenn die Nordlichter feiern / Friesisch herb, BMG Ariola[64]
- 1990 Werner Böhm: Wir segeln im Buddelschiff von Rügen nach Kap Horn / Mein Vater fährt zur See, BMG Ariola[133]
- 1990 Gottlieb Wendehals: Heini unser Hahn / Guten Tag lieber Tag, BMG Ariola[134]
- 1990 Gottlieb Wendehals: Freibier für Deutschland / Schmusebärchen, BMG Ariola[135]
- 1991 Werner Böhm: Bis zum Fischmarkt früh morgens um acht / Helgoland ich komme, BMG Ariola[136]
- 1991 Gottlieb Wendehals: Sommer, Sonne, Meer und Strand / Gottlieb (The Rap), BMG Ariola[137]
- 1992 Gottlieb Wendehals: Bumsfallara / Einmal im Jahr muß man feiern, BMG Ariola[138]
- 1992 Gottlieb Wendehals: Jetzt geht's erst richtig los! / Mädels wollen immer nur das eine / Banane, Eurostar[139]
- 1993 Gottlieb Wendehals, Mike Krüger und Klaus + Klaus: Probier's mal mit Gemütlichkeit, Polydor[140]
- 1994 Gottlieb Wendehals & seine Fußballfreunde: Ne, Ne, is nix passiert (Zicke-Zacke-Zicke-Zacke-Heu-Heu-Heu) / Freundschaft / Haut das Ding rein, MCP Records[141]
- 1995 Gottlieb Wendehals: Polonäse Blankenese / Herbert "(The 1999 (!) Remix And Dance Versions)", ZYX Music[142]
- 1995 Gottlieb Wendehals: Dumm gelaufen / Stell dich nicht so dämlich an, Ultrapop[143]
- 1997 Gottlieb Wendehals: Samba de Janeiro (Samba Ramba Zamba), Piccobello[144]
- 1998? Gottlieb Wendehals und der Omnibus-Chor: Willi in Hellersdorf
- 1998 Gottlieb Wendehals: Paparazzi, Zett Records
- 1999 Gottlieb Wendehals: Polonäse 2000 (...die Polonäse zieht weiter / Polonäse Carnaval / Das Huhn ist tot, Polydor[145])
- 2000 Gottlieb Wendehals: Moni K. Le Winski / Rein, raus, Palm Records[146]
- 2001 Gottlieb Wendehals: Das geht vorbei / Na, wo juckt es denn?, a45 music / edel[147]
- 2004 Werner Böhm vs. Gottlieb Wendehals: King of the Jungle / Old Mac Donald had a farm, WEA[148]

### Downloads
- 2004 Werner Böhm feat. Gottlieb Wendehals: Summertime – Sunny Days
- 2006 Gottlieb Wendehals: Saalrunde
- 2006 Gottlieb Wendehals: Tarzan ist wieder da / Warteschleife, Size Music[149]
- 2008 Gottlieb Wendehals: Fernsehen macht dumm dumm, nice records[150]
- 2010 Haidie feat. Gottlieb Wendehals: Polonäse Blankenese, Hitmix[151]
- 2010 Gottlieb Wendehals: Der neue Böhm (EP): Wir wollen alles / Feiern / Eine Reise nach Dschibuti, ROBA Digital[152]
- 2011 Gottlieb Wendehals: Der Ohrwurm, BSK-Music[45]
- 2011 Gottlieb Wendehals: Ein Eisbär in Sibirien, Fiesta Records[46][153]
- 2013 Gottlieb Wendehals: Der Yeti (Es läuft ein Yeti durch die Serengeti), Curio Music[154][155]
- 2015 Gottlieb Wendehals: Gehen wir noch wohin, nice records[156]
- 2019 Werner Böhm: Willst Du ‘Nen Arbeitslosen Star, Hollywood Hills Records[56] (Musik: Gunter Gabriel, Text: Gunter Gabriel, Werner Böhm)[55]

### Werner Böhm als Produzent
- 1985: Schlappi Räp (Single von Klaus Schlappner)